# Miloš Kouřil
Miloš Kouřil (1. června 1932, Bratislava – 4. ledna 2013, Olomouc) byl český archivář a historik, zaměřený na výzkum raného novověku, církevních dějin a dějin českého exilu. V letech 1965–1990 působil na olomouckém pracovišti Státního oblastního archivu v Opavě, kde se výraznou měrou podílel na zpracování fondů z provenience olomouckého arcibiskupství. Posléze působil jako vyučující na katedře historie Filozofické fakulty Univerzity Palackého, v roce 1994 se habilitoval. Externě vyučoval také na Cyrilometodějské teologické fakultě.

## Výběrová bibliografie
- Několik opomíjených historiků. In: XIX. mikulovské sympozium, Brno 1990, s. 227–233.
- Bouzov za feudalismu. In: Trapl, M. a kol.: Bouzov – minulost a současnost hradu, obce a JZD, Praha 1990, s. 7–14.
- Olomoucký hostitel Wolfganga Amadea Mozarta. In: Mozart a Olomouc, Olomouc 1991, s. 47–53.
- Děkan Václav z Bílovce. In: Vlastivědný sborník okresu Nový Jičín, sv. 47, 1991, s. 8–12.
- Das Archiv der Palacký-Universität in Olmütz; Vorschläge zu einem Katalog der mitteleuropäischen Universitätsmatrikeln. In: Archivpraxis und Historische Forschung. Mitteleuropäische Universitäts-und Hochschularchive, Wien 1992, s. 58–61, 284–286
- Unionismus nebo panslavismus? K historii „Apoštolátu sv. Cyrila a Metoděje“. In: XXII. mikulovské sympozium, 1992, Brno 1993, s. 127–132.
- K nejstarším dějinám Prostějova. In: Prostějov a jeho místo v dějinách Moravy. Sborník z konference, Prostějov 1994, s. 23–30.
- Byl humanismus v Olomouci gotický? In: Historická Olomouc IX, Olomouc 1994, s. 85–92.
- Aus der Bibliothek des Humanisten Johann Roth. In: Humanistica Lovaniensia, vol. XLXIII., Leuven 1994, s. 99–105.
- Apostolat des Hl. Konstantin und Method. In: Die Stellung der römisch-katholischen Kirche und der politische Katholizismus in Österreich und in Nachfolgestaaten 1918–1938, Graz 1995, s. 158–163.
- Životní jubileum profesora J. Polišenského. In: Jižní Morava, r. 31, sv. 34, 1995, s. 296–297.
- O disputacích a barokních slavnostech na olomoucké univerzitě. In: Tři obrazové teze olomoucké univerzity, Olomouc 1996, nestr.
- Olomoucká a trnavská univerzita jako příklad kooperace. In: Olomoucká a trnavská univerzita, Trnava 1997, s. 55–60.
- Svěcenci v době episkopátu Stanislava Pavlovského. In: Nový Mars Moravicus aneb Sborník příspěvků, jež věnovali prof. dr. Válkovi jeho žáci a přátelé k sedmdesátinám, Brno 1999, s. 411–417.
- Katedrální kapitula v Olomouci, Kolegiátní kapitula v Kroměříži. In: Od gotiky k renesanci. Výtvarná kultura Moravy a Slezska 1400-1550. III. Olomoucko, Olomouc 1999, s. 44–45, 51–52.
- Rukopisy kolegiátní kapituly v Kroměříži. In: Slavme chvíli … Sborník k 70. narozeninám Jana Bistřického, Ústí nad Orlicí 1999, s. 43–45.
- Morava a náboženská emigrace v raném novověku. In: Česko-slovenská historická ročenka 1999, Brno 1999, s. 53–55.
- Šumperský farář a děkan Kryštof Alois Lautner, oběť čarodějnických procesů. Šumperk 2000, 62 s. Spolu s F. Spurným a V. Cekotou.
- Dějiny olomoucké arcidiecése. Stav a perspektivy. In: České cirkevní dějiny ve druhé polovině 20. století. Sborník příspěvků ze sekce církevních dějin na VIII. sjezdu českých historiků v Hradci Králové ve dnech 10.–12. září 1999. Brno 2000, s. 49–52.
- K církevním dějinám Moravy v letech 1400–1550. In: /Red. Hlobil I. – Perůtka M./ Od gotiky k renesanci. Výtvarná kultura Moravy a Slezska 1400–1550, sv. 1. Olomouc, Muzeum umění – Arcidiecézní muzeum v Olomouci, 2002, s. 73–78. ISBN 80-85227-33-9.
- Učitelé církevních dějin na bohoslovecké fakultě v Olomouci. In: In omnibus caritas. Sborník Katolické teologické fakulty Univerzity Karlovy v Praze, sv. 4. K poctě 90.narozenin prof. ThDr. Jaroslava Kadlece. Praha, UK, 2002, s. 336–343. ISBN 80-246-0344-6.